# Loiching

Die Gemeinde Loiching vor der Gebietsreform in Bayern im damaligen Landkreis Dingolfing (Grenzen von 1961, ohne Weigendorf)

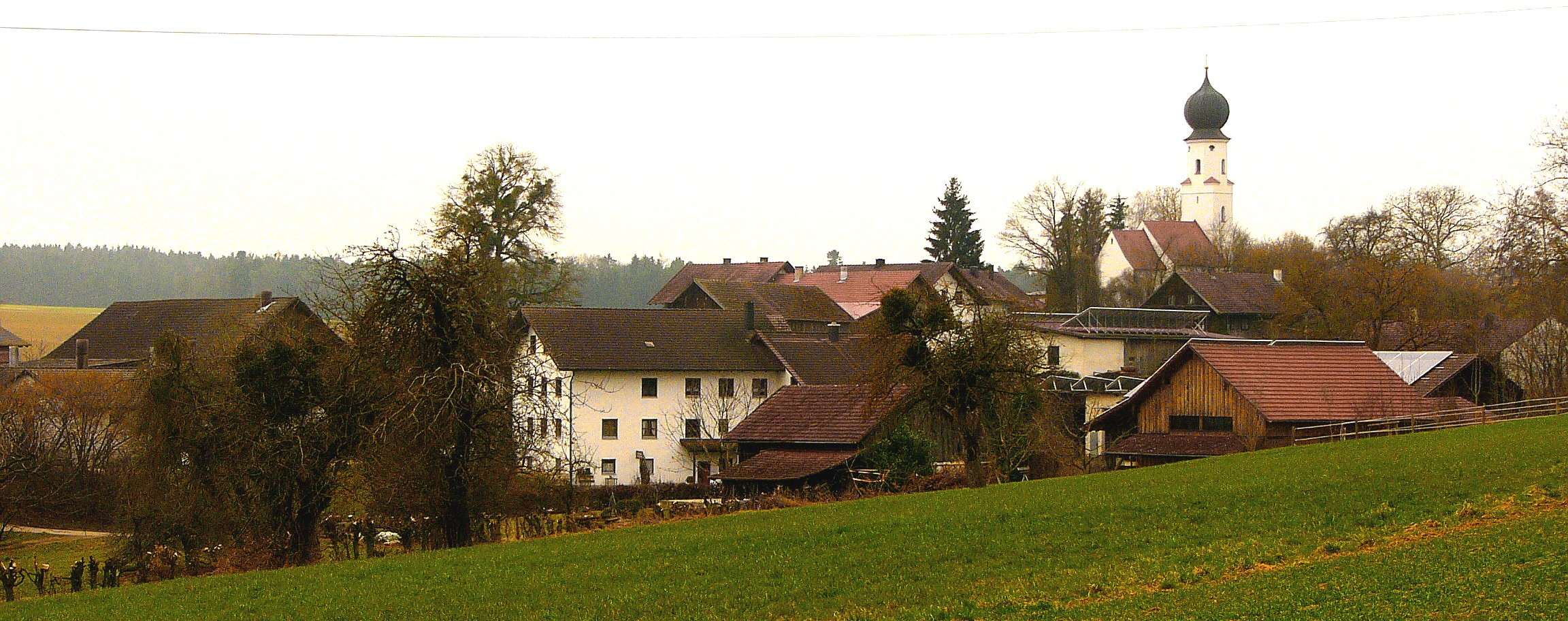
Piegendorf, Gemeindeteil von Loiching

Loiching ist eine Gemeinde im niederbayerischen Landkreis Dingolfing-Landau.

## Geografie

### Lage
Loiching liegt in der Region Landshut. Das Gemeindegebiet erstreckt sich vom Isartal im Norden mit Kronwieden nach Süden und reicht, sich auf zwei Täler verteilend, über ein vorwiegend land- und forstwirtschaftlich geprägtes Hügelland über den Ort Wendelskirchen fast bis zum nördlichen Höhenrücken des Vilstales.

### Gemeindeteile
Die Gemeinde hat 46 Gemeindeteile:
- Anzenbrunn
- Atzbach
- Baiersdorf
- Baumgarten
- Bergham
- Buchet
- Deixlerb
- Ehrenreith
- Erb
- Eßig
- Feldkirchen
- Goben
- Göttersdorf
- Grafenwald
- Gummeringerau
- Haindlfing
- Heck
- Heising
- Kronwieden
- Krottenthal
- Lehen
- Loiching
- Loichingermoos
- Maßendorf
- Nußberg
- Oberspechtrain
- Oberteisbach
- Oberwolkersdorf
- Oed
- Pfeffersberg
- Piegendorf
- Pischelsdorf
- Polling
- Rampelsberg
- Reinöd
- Reit
- Staudach
- Stelzenberg
- Stemmern
- Sterzenreith
- Unterspechtrain
- Unterwolkersdorf
- Wastlmühle
- Weigendorf
- Wendelskirchen
- Wornstorf

### Gemarkungen
Es gibt die Gemarkungen Loiching und Weigendorf.
In der Gemarkung (ursprüngliche Gemeinde) Loiching liegen die Gemeindeteile Loiching, Bergham, Eßig, Feldkirchen, Gummeringerau, Kronwieden, Loichingerau, Loichingermoos, Oed und Wastlmühle. Die übrigen Gemeindeteile liegen in der Gemarkung (ehemaligen Gemeinde) Weigendorf.

### Gewässer
Der Scheiblbach durchströmt einen großen Teil des Gemeindegebiets von seiner Quelle beim Weiler Pischelsdorf im Süden nordwärts bis zu seiner Mündung in die Isar unmittelbar östlich der Isarbrücke. Der Bach hat eine Länge von 6,7 km. Bis zur Mündung des Baiersdorfer Bachs etwas oberhalb von Weigendorf wird er auch Pischelsdorfer Bach genannt.
Nordwestlich des Gemeindeteils Kronwieden erstrecken sich die Weiher im Loichingermoos.

## Geschichte
Die erste urkundliche Erwähnung des Ortes erfolgte am 25. August 885. Kaiser Karl III., genannt „der Dicke“, schenkte der Kapelle in Ötting den neunten Teil der Einkünfte aus 21 zum Königsgut gehörenden Ortschaften, darunter „Liuchingan“, Loiching. Die Streulage dieser Königsgüter lässt darauf schließen, dass ihre Größe nicht unerheblich gewesen sein dürfte.
Vermutlich sind sie aus agilolfingischem Herzogsgut hervorgegangen.
Lange Zeit gehörte das heutige Gemeindegebiet zum Herrschaftsbereich der Grafen von Frontenhausen und fiel nach deren Aussterben 1226 als Erbe an die Bischöfe und das Domkapitel von Regensburg. Die weltliche Herrschaft kam 1386 an das Herzogtum Bayern. Loiching, Weigendorf und Höfen (ohne den zum Markt Teisbach gehörigen Teil Höfens) waren im herzoglichen und kurfürstlichen Bayern Obmannschaften des Amtes Teisbach im Landgericht Teisbach. Im Zuge der Verwaltungsreformen im Königreich Bayern entstanden mit dem Gemeindeedikt von 1818 die Gemeinden Loiching (aus den Obmannschaften Loiching und Höfen) und Weigendorf. Teile der früheren Gemeinde Weigendorf gehörten jedoch zu anderen Herrschaftsbereichen. Das Gebiet der ehemaligen Obmannschaft Höfen musste auf Anordnung der amerikanischen Militärregierung am 1. Januar 1946 an die Marktgemeinde Teisbach (Ortsteile Höfen (einschl. Neuhausen), Schönbühl und Gaubitzhausen) und an die Stadt Dingolfing (Ortsteil Grüblhof einschl. Rostmühle) abgetreten werden.
Die bis dahin selbstständigen Gemeinden Loiching und Weigendorf schlossen sich am 1. April 1971 freiwillig im Rahmen der Gemeindegebietsreform mit Sitz in Weigendorf zusammen. In den Jahren 1978 und 1979 war die Gemeinde Loiching Teil der Verwaltungsgemeinschaft Niederviehbach mit Sitz in Niederviehbach. Diese wurde auf Betreiben der Gemeinde Loiching zum Stichtag 1. Januar 1980 aufgelöst. Der Sitz der Gemeinde Loiching ist seither im Dorf Loiching.

### Einwohnerentwicklung
Im Zeitraum 1988 bis 2018 wuchs die Gemeinde von 2896 auf 3590 um 694 Einwohner bzw. um 24 %.
| Jahr      | 1961 | 1970 | 1987 | 1991 | 1995 | 2000 | 2005 | 2010 | 2015 | 2020 |
| --------- | ---- | ---- | ---- | ---- | ---- | ---- | ---- | ---- | ---- | ---- |
| Einwohner | 2166 | 2296 | 2871 | 3109 | 3316 | 3528 | 3595 | 3546 | 3508 | 3657 |

## Politik

### Bürgermeister
Erster Bürgermeister ist seit 1. Mai 2008 Günter Schuster (CSU). Dieser wurde am 15. März 2020 ohne Gegenkandidat mit 93,2 % der Stimmen für weitere sechs Jahre gewählt.

### Gemeinderat
Kommunalwahl 2020 Sitze:
- CSU: 7
- FWG: 5
- SPD: 3
- Grüne: 1

Die Wahlbeteiligung betrug 64,8 %. Gegenüber der Amtszeit 2014–2020 blieben CSU und FWG in der Anzahl der Sitze unverändert; die SPD musste einen Sitz an die neu kandidierenden Grünen abgeben.

### Wappen
| Wappen von Loiching | Blasonierung: „Durch einen oben dornenförmig, unten lappenförmig gestalteten silbernen Schrägbalken geteilt von Grün und Rot; oben ein schräger silberner Fisch, unten ein schräger silberner Schlüssel.“ |
| Wappen von Loiching | Wappenbegründung: Der Kerbschnitt des Schrägbalkens und die Farben Rot und Silber sind aus dem Wappen der Grafen von Frontenhausen übernommen, die im Mittelalter die Herrschaft Teisbach innehatten, zu der das heutige Gemeindegebiet von Loiching gehörte. Über Bischof Konrad IV. von Regensburg, ein Graf von Frontenhausen, kam die Herrschaft Teisbach durch Erbschaft 1226 an das Hochstift Regensburg, dessen Wappenemblem, ein silberner Schrägbalken in Rot, ebenfalls im Loichinger Gemeindewappen erkennbar ist. Erst 1386 erwarben die bayerischen Herzöge das Gericht Teisbach. Fisch und Schlüssel, die Attribute des heiligen Petrus, sind aus dem Siegel des Regensburger Domkapitels hergeleitet und verweisen zugleich auf das Peter und Paul-Patrozinium der Pfarrkirche von Loiching. Der Fisch und die an Wellen erinnernde Gestaltung des Balkens symbolisieren auch die geografische Lage des Gemeindegebiets beiderseits der Isar. Dieses Wappen wird seit 1982 geführt. |

### Gemeindepartnerschaften
- Polen: Partnergemeinde ist die Gemeinde Sławoborze (deutsch Stolzenberg) im Kreis Świdwiński.

## Kultur und Sehenswürdigkeiten

### Katholische Pfarrkirche St. Peter und Paul

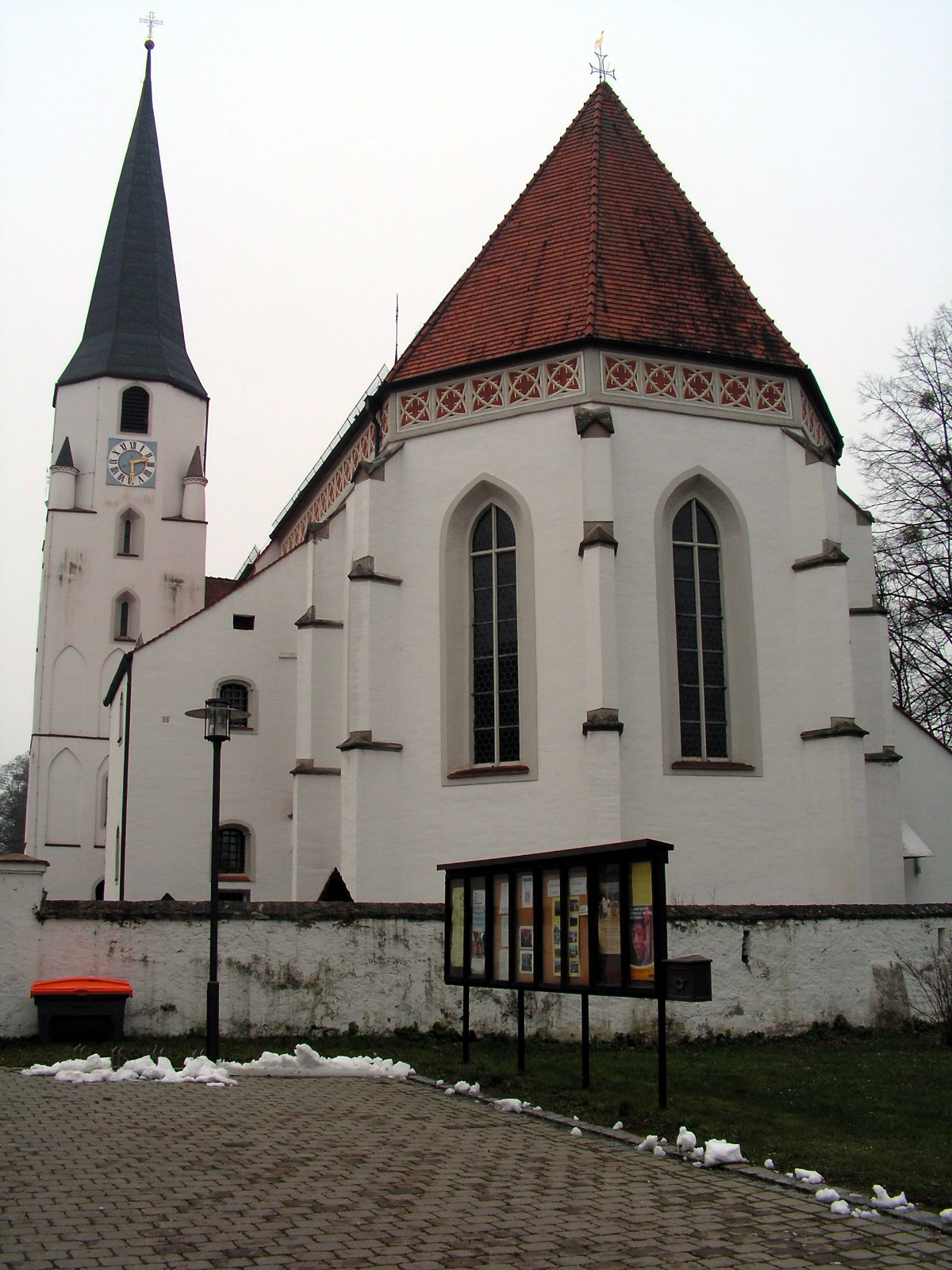
Pfarrkirche St. Peter und Paul, Ansicht von Osten

Pfarrkirche St. Peter und Paul, Gewölbefiguration

Pfarrhof, spätes 18. Jh.

Die Pfarrkirche St. Peter und Paul in Loiching ist ein stattlicher einschiffiger Bau, der in der Grundanlage aus der Zeit der Spätromanik stammt. Der Chor sowie das Langhausgewölbe und der Turm datieren um die Mitte des 15. Jh. Die Einrichtung der Kirche ist größtenteils barock. Beeindruckend ist der Hochaltar aus dem Jahr 1628, der die gesamte Höhe des Chorraums einnimmt und von zwei überlebensgroßen Statuen der beiden Kirchenpatrone flankiert wird. Die Bedeutung des stattlichen Pfarrhofs als ehemaliger Sommersitz des Regensburger Domkapitels ist noch heute erkennbar.

### Kapelle Heimlichleiden
Nahe der Grenze zur Stadt Dingolfing befindet sich die frei stehende zum Ortsteil Oberteisbach gehörende Kapelle Heimlichleiden.

## Wirtschaft und Infrastruktur

### Wirtschaft einschließlich Land- und Forstwirtschaft
Im Jahr 2020 gab es nach der amtlichen Statistik im produzierenden Gewerbe 467 und im Bereich Handel und Verkehr 369 sozialversicherungspflichtig Beschäftigte am Arbeitsort. In sonstigen Wirtschaftsbereichen waren am Arbeitsort 95 Personen sozialversicherungspflichtig beschäftigt. Sozialversicherungspflichtig Beschäftigte am Wohnort gab es 1752. Im verarbeitenden Gewerbe gab es einen, im Bauhauptgewerbe sieben Betriebe. Zudem bestanden im Jahr 2016 78 landwirtschaftliche Betriebe mit einer landwirtschaftlich genutzten Fläche von 2229 ha, davon waren 2014 ha Ackerfläche und 213 ha Dauergrünfläche.

### Bildung
Im Jahr 2021 gab es folgende Einrichtungen:
- 1 Kindertageseinrichtung: 147 genehmigte Plätze mit 116 betreuten Kindern
- 1 Volksschulen: 14 Lehrer und 191 Schüler

## Ehrenbürger
- Altbürgermeister Johann Huber
- Pfarrer Lorenz Speckner
- Altbürgermeister Max Haslbeck
- Bischöflich Geistlicher Rat Pfarrer Sebastian Schall
- Pfarrer Albert Menhart
- Altbürgermeister Reiner Schachtner
- Pfarrer Josef Forstner